# Sylvie Guillaume
Pour les articles homonymes, voir Guillaume.
 (mai 2019).
Sylvie Guillaume, née le 11 juin 1962 à Antony, est une femme politique française. Membre du Parti socialiste (PS), elle est députée européenne de 2009 à 2024. Elle assure l'une des vice-présidences du Parlement européen de 2014 à 2019. Elle est auparavant conseillère régionale de Rhône-Alpes entre 1998 et 2009 et adjointe au maire de Lyon entre 2001 et 2014.

## Études et carrière professionnelle
Après des études de secrétariat médical, elle intègre la fonction publique en 1984 à la Direction départementale de l’Action Sanitaire et Sociale (DDASS) du département du Rhône. Elle côtoie les équipes pluridisciplinaires d’un centre de santé en hygiène mentale à Vénissieux. En 1987, elle rejoint le secteur de l’économie sociale et solidaire en devenant assistante de direction à la Fédération régionale Léo Lagrange.

## Débuts en politique
Après en avoir été longtemps sympathisante, Sylvie Guillaume entre au Parti socialiste en 1988. En 1991, elle est élue secrétaire de la section du 3e arrondissement de Lyon. En 1992, elle est candidate aux élections cantonales dans le canton de Thizy, fief de Michel Mercier, président UDF sortant du conseil général du Rhône. Après les élections législatives de 1993, elle succède à Yvon Deschamps et devient à 31 ans, première secrétaire de la fédération du Parti socialiste du Rhône, fonction qu'elle occupe jusqu’en 2003.
En 1994, elle est nommée secrétaire nationale chargée des questions de société, puis secrétaire nationale aux droits des femmes à compter de 1995 dans l’équipe de Lionel Jospin. En 1997, le secrétariat national au développement du Parti lui est confié, puis elle devient présidente du Conseil national du PS entre 2000 et 2003.
En 2008, elle devient à nouveau membre du Conseil national du PS. En 2021, elle est nommée secrétaire nationale du PS responsable des migrations,.
En 2023, elle apporte son soutien à Olivier Faure dans le cadre du Congrès de Marseille.

## Carrière politique locale
Elle obtient son premier mandat électoral en étant élue lors des élections régionales de 1998 en Rhône-Alpes, une des quatre régions où se nouent ensuite des alliances entre la droite et le Front national. Elle milite alors pour faire cesser la jonction entre Charles Millon et Bruno Gollnisch et organiser une alternative avec toutes les composantes de la gauche et de l’écologie ainsi que quelques d’élus de droite.
Elle est réélue en 2004 au conseil régional de Rhône-Alpes où elle préside la commission santé-solidarité, dans l’équipe de Jean-Jack Queyranne. Elle quitte ses fonctions au moment où elle devient parlementaire européenne en 2009.
Lors des élections municipales de 2001, elle est élue dans le 9e arrondissement de Lyon et siège au conseil municipal de Lyon dans l'équipe de Gérard Collomb, dont elle devient adjointe chargée des handicaps et de la prévention-santé. Elle est désignée membre du conseil d'administration des Hospices civils de Lyon. Elle reprend ensuite les attributions de Martine Roure aux affaires sociales, après l'élection de cette dernière en tant que vice-présidente du Parlement européen.
Sylvie Guillaume est réélue en 2008 dans le 9e arrondissement de Lyon ; elle conserve son mandat d'adjointe aux affaires sanitaires et sociales et est la vice-présidente du CCAS de la ville, jusqu'en 2014 où elle choisit de ne pas se représenter et de se concentrer sur son mandat de parlementaire européenne.

## Parcours au Parlement européen

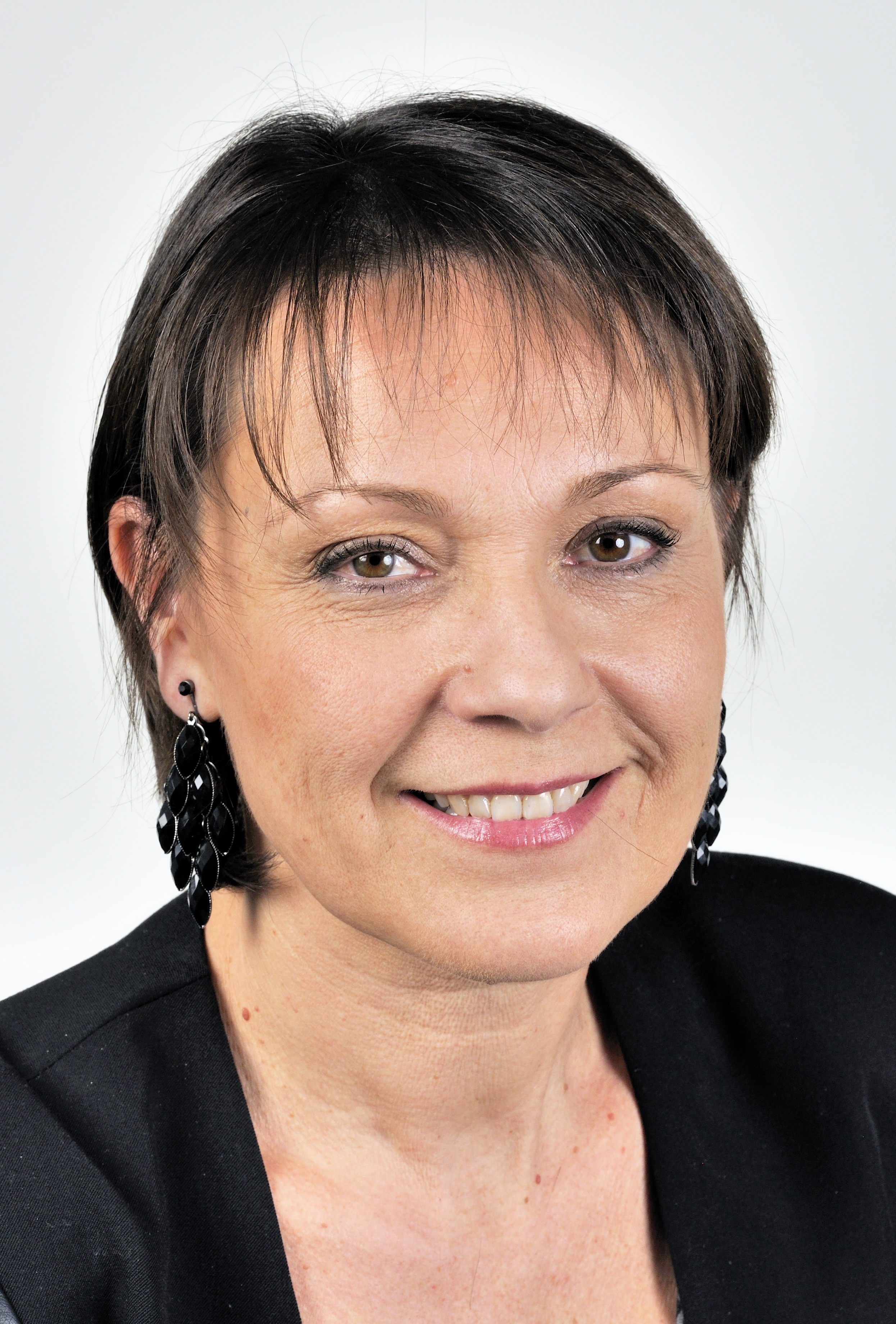
Sylvie Guillaume en 2014.

À l'occasion des élections européennes de 2009 et de 2014, elle est en deuxième place sur la liste socialiste menée par Vincent Peillon dans la circonscription Sud-Est. Elle est réélue en 2019 sur la liste nationale « Envie d'Europe écologique et sociale » menée par Raphaël Glucksmann.

### Mandat 2009-2014

#### Immigration et droit d'asile
Dès 2009, elle s’est engagée comme membre titulaire de la commission parlementaire LIBE, qui traite des questions de Libertés civiles, de Justice et d'Affaires Intérieures. Ses sujets sont l’immigration et l’harmonisation européenne du droit d’asile, Frontex, Schengen, les droits de l’Homme, en particulier les discriminations envers les Roms et l'homophobie, la protection des données personnelles. Elle a fait partie de l’équipe chargée des questions d'immigration pour la campagne de François Hollande.
Sylvie Guillaume a été membre du comité de concertation sur la réforme de l’Asile lancée par le ministre de l’Intérieur Manuel Valls en juillet 2013 et présidé par Jean-Louis Touraine et Valérie Létard.

#### Droits des femmes
Sylvie Guillaume a été membre suppléante de la commission FEMM (Droits des Femmes et Égalité des genres). Elle a été particulièrement active sur le projet de congé maternité et sur la lutte contre les mutilations génitales féminines,.

#### Citoyenneté européenne
Sylvie Guillaume a été membre suppléante de la Commission des affaires constitutionnelles (AFCO) et a particulièrement travaillé à la mise en place de l'initiative citoyenne européenne[réf. nécessaire].

#### Vice-présidence du groupe S&D
En janvier 2012, elle a été élue vice-présidente du groupe de l'Alliance progressiste des socialistes et démocrates au Parlement européen déléguée à l'Europe des citoyens, qui regroupe les commissions AFCO, LIBE, JURI (commission juridique) et PETI (commission des pétitions).

#### Libertés numériques
Sylvie Guillaume s'est également investie pour le rejet d'ACTA, sur la gestion collective des droits, la copie privée et la protection des données personnelles. Elle a pris position aux côtés de Françoise Castex pour suspendre l’accord de négociation entre l’UE et les États-Unis tant que le scandale des écoutes américaines ne serait pas élucidé.

#### Lutte contre l'extrémisme et le populisme
Au sein du Groupe S&D, elle a animé un groupe de travail chargé de réfléchir sur la question de la montée de l'extrême droite et des populismes en Europe. Elle a notamment contribué à la réalisation d'une étude par l'Institut DEMOS sur l'état de la démocratie en Europe et a organisé différentes conférences et visites de terrain sur le sujet[réf. nécessaire].

#### Autres
Sylvie Guillaume est également membre de intergroupes : Handicap, Antiracisme, Pauvreté, Services Publics, LGBT[réf. nécessaire].
Après la nomination de Vincent Peillon au gouvernement Ayrault après l’élection présidentielle, Sylvie Guillaume est restée seule députée européenne élue dans la circonscription du Sud-Est sur la liste du Parti socialiste, le 3e de celle-ci ayant choisi d’intégrer un autre groupe parlementaire.

### Mandat 2014-2019
Après sa réélection en mai 2014, Sylvie Guillaume est redevenue membre titulaire de la Commission LIBE et a choisi d'être suppléante dans la Commission Culture. En outre, son groupe a soutenu sa candidature au bureau du Parlement européen. Ainsi a-t-elle été élue vice présidente du Parlement européen, le 1er juillet 2014 et réélue le 18 janvier 2017.
Elle prend alors la responsabilité du Registre de Transparence et est nommée conégociatrice avec Danuta Hübner pour réviser l'accord interinstitutionnel sur le registre de transparence. En tant que Vice présidente, elle participe à l'élaboration de la politique de communication du PE en particulier de développement d'initiatives tournées vers les jeunes (Écoles ambassadrices, European Youth Event…). Elle est chancelière du Prix du citoyen européen qui récompense des réalisations exceptionnelles en lien avec les valeurs européennes.
Dans la Commission de la culture et de l'éducation (CULT), elle est rapporteure sur l'avis sur le FSE+, vote le triplement du budget Erasmus+, soutient le Corps européen de solidarité, défend le droit d'auteur avec des amendements sur le partage de la valeur et la rémunération des auteurs, appuie le Programme Europe créative et est rapporteure pour avis sur le programme "Droits et Valeurs 2021-2027" couvrant le Programme Europe des citoyens.
Au sein de la Commission des libertés civiles, de la justice et des affaires intérieures (LIBE) elle reste titulaire et s'implique sur les dossiers liés à l'asile, en étant rapporteure pour une liste européenne de pays d'origine sûre et en suivant la réforme du paquet asile. Elle travaille à une politique migratoire européenne harmonisée, humaine et protectrice et devient shadow rapporteur sur la révision de la directive Retour. Elle soutient les procédures engagées contre les dérives gouvernementales en Pologne et Hongrie et travaille sur la situation des droits fondamentaux et l'état de droit dans l'UE en 2017. Elle a pris position pour la sécurité aux frontières extérieures de l'espace Schengen et pour garantir la libre circulation en son sein. Elle a collaboré à la mise en place du système européen de vérification des voyageurs exemptés de visas en Europe (ETIAS) et a été membre de la commission spéciale sur la lutte contre le terrorisme.
Elle est chargée du projet Migrations, Droit d'asile, Coopération judiciaire et Libertés publiques dans la campagne de Vincent Peillon pour la primaire citoyenne de 2017. Elle est également membre de son comité politique.
Après la victoire de Benoît Hamon à la primaire citoyenne de 2017, elle est nommée responsable thématique « Migrations internationales » de sa campagne présidentielle. Lors de l'élection présidentielle française de 2022, elle est responsable de l'international dans la campagne d'Anne Hidalgo.

### Mandat 2019-2024
En mai 2019, Sylvie Guillaume est réélue sur la liste menée par Raphaël Glucksmann et soutenue par le Parti socialiste et Place Publique.
Elle assure la présidence de la délégation française du groupe S&D jusqu'en 2022 .
Au cours de ce 3ème mandat, elle redevient titulaire de la commission des Libertés civiles, de la justice et des affaires intérieures (LIBE) puis de la commission de la Culture et de l’Education (CULT). Elle intègre comme suppléante la commission du Marché intérieur et de la protection des consommateurs (IMCO) et la commission des pétitions (PETI). Elle est en outre membre de deux commissions temporaires : l’une sur l’utilisation de Pegasus et des logiciels espions et l’autre sur la protection des animaux pendant leur transport.
Sylvie Guillaume est nommée 3 fois rapporteur en LIBE : révision du Code Frontières Schengen, nouvelles voies pour une migration économique légale et activités du Médiateur européen 2019. Elle est nommée rapporteur fictif sur le règlement des procédures de retour à la frontière, le règlement des procédures communes pour l’octroi et le retrait de la protection internationale et la mise en œuvre de la directive retour.
Elle est nommée rapporteur fictif en IMCO sur la stratégie « De la ferme à la fourchette » ; et 2 fois en CULT sur la protection des personnes participant au débat public contre les procédures judiciaires manifestement infondées ou abusives et sur la protection des journalistes dans le monde.
Elle annonce ne pas vouloir se présenter à un 4ème mandat pour les élections européennes de 2024, afin de favoriser le renouvellement des générations. 

## Détail des fonctions et des mandats
Mandats locaux
- 18 mars 2001 - 30 mars 2014 : adjointe au maire de Lyon (Rhône)
- 15 mars 1998 - 7 juin 2009 : membre du conseil régional de Rhône-Alpes

Mandats parlementaires
- 14 juillet 2009 - 30 juin 2014 : députée européenne de la circonscription Sud-Est de la France
- 1er juillet 2014 - 1er juillet 2019 : députée européenne de la circonscription Sud-Est de la France
- 2 juillet 2019 - 15 juillet 2024 : députée européenne (circonscription nationale unique)